# Фердинанд Тенніс

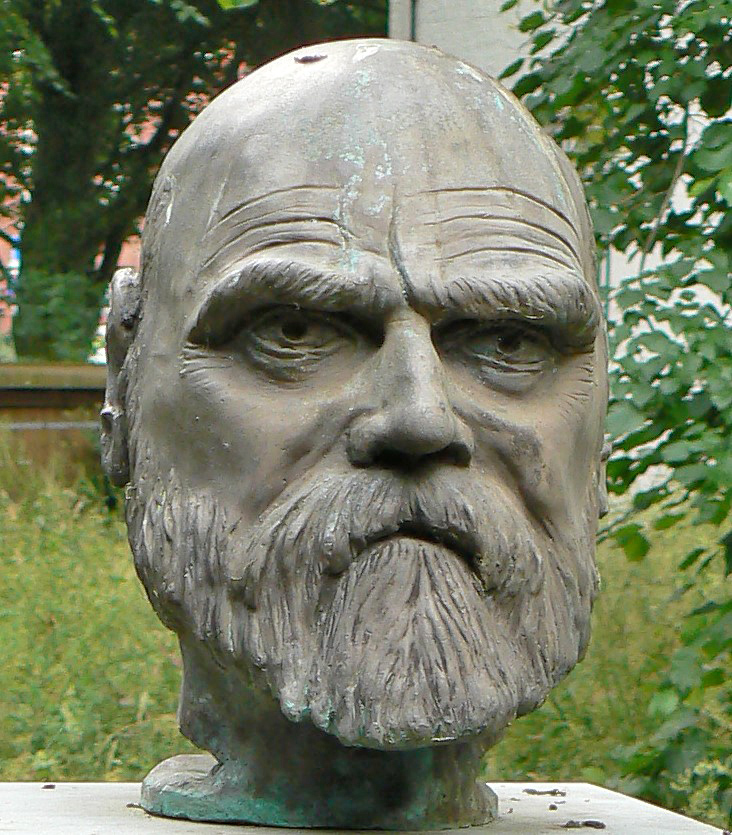
Бюст Фердинанда Тенніса в Гузумі

Фердинанд Тенніс, часом Тьонніс (нім. Ferdinand Tönnies, 26 липня 1855 — 9 квітня 1936) — німецький соціолог та філософ. Передусім відомий запровадженням поділу соціальних груп на два типи — «спільнота» (ґемайншафт; нім. Gemeinschaft) та «суспільство» (ґезельшафт; нім. Gesellschaft). Був одним із засновників Німецького соціологічного товариства та очолював його до 1933 року, коли його усунули нацисти.

## Життєпис
Тенніс народився в Ольденсворті, Північна Фризія, на території герцогства Шлезвіґ, яке належало тоді Данії. Батьками його були заможні бюргери. Навчався в Єнському, Боннському, Ляйпцизькому, Берлінському, Тюбінґенському університетах, 1877 року захистив у Тюбінґені дисертацію, темою якої була оаза Сива. Через чотири роки почав викладати в Кільському університеті. Оскільки він симпатизував страйку гамбурзьких докерів 1886 року, прусський уряд уважав його соціал-демократом, а тому Тенніс отримав професорську посаду лише 1913 року. Професором був три роки, але повернувся в Кільський університет як професор-емерит 1921 року і викладав там до 1933 року, коли його звільнили через критику нацизму.
У доробку Тенніса понад 900 праць із соціології та філософії. У соціології він запровадив 1887 року поділ соціальних груп на два типи, у філософії йому належить термін «волюнтаризм». Тенніс вивчав зміни у суспільстві: громадській думці, звичаях, технології, злочинності та самогубствах. Він також цікавився методологією й запропонував власну методику асоціацій у статистичному аналізі.

## Виноски
1. 1 2  Bibliothèque nationale de France BNF: платформа відкритих даних — 2011.
2. 1 2  SNAC — 2010.
3. 1 2  Deutsche Nationalbibliothek Record #118623095 // Gemeinsame Normdatei — 2012—2016.
4. ↑  De Jove Ammone questionum specimen, Phil. Diss., Tübingen 1877
5. ↑  Ferdinand Tönnies: Hafenarbeiter und Seeleute in Hamburg vor dem Strike 1896/97, in: Archiv für soziale Gesetzgebung und Statistik, 1897, vol. 10/2, p. 173—238
6. ↑  See Louis Wirth, The Sociology of Ferdinand Tonnies, in American Journal of Sociology Vol. 32, No. 3 (Nov., 1926), pp. 412—422 [Архівовано 9 грудня 2015 у Wayback Machine.].
7. ↑  Kritik der öffentlichen Meinung, [1922], in: Ferdinand Tönnies Gesamtausgabe, tom. 14, ed. Alexander Deichsel/Rolf Fechner/Rainer Waßner, de Gruyter, Berlin/New York 2002
8. ↑  Cf. Der Selbstmord von Maennern in Preussen, [Mens en Maatschappij, 1933], in: Ferdinand Tönnies Gesamtausgabe, tom. 22, ed. Lars Clausen, de Gruyter, Berlin/New York 1998, p. 357—380.
9. ↑  Lars Clausen: Ferdinand Tönnies (1855—1936), in: Christiana Albertina, No. 63, Kiel 2006, p. 663-69